# Cosmovitral

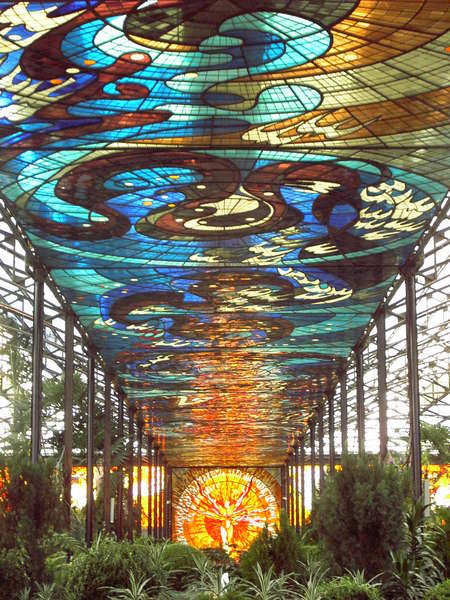
Cosmovitral-Jardín Botánico de Toluca

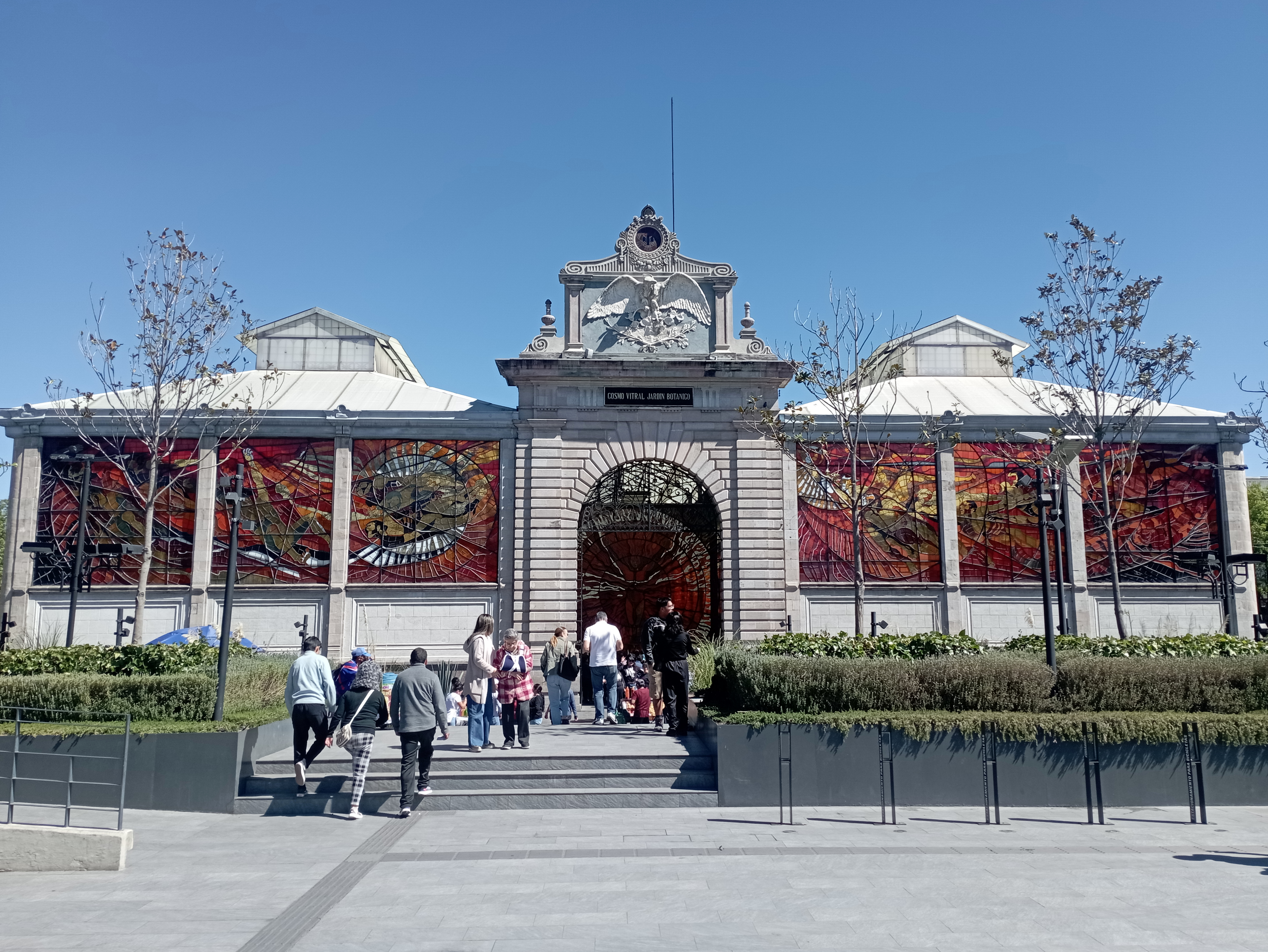
Façade extérieure du Cosmovitral

Le Cosmovitral est un jardin botanique de 3 500 m² qui se trouve à Toluca, capitale de l'État de Mexico. L'édifice qui abrite le jardin botanique est une impressionnante structure Art nouveau en acier forgé et de cristal du début du XXe siècle, qui à partir du Porfiriat accueillit un temps le marché de la ville dit du 16 septembre.
Le Cosmovitrail monument qui comme son nom l'indique, constitue le vitrail le plus grand du monde, est une œuvre impressionnante du mexicain Leopoldo Flores, dont le thème principal tourne autour de la dualité et des antagonismes universels, dans un jeu de lumières filtrées et multicolores.

## Situation
Le Cosmovitral se trouve dans le centre historique de Toluca, entre la rue de Benito Juarez et celle de Lerdo de Tejada. Avec ses 5 000 m² il est localisé en dessous du Congrès de l'État et de la Cathédrale.

## Histoire
Sa construction débute le 9 février 1909 et avec la finalité de s'achever en 1910 et célébrer les fêtes du centenaire de l'indépendance du Mexique. C'est l'ingénieur Manuel Arriata à qui l'on demande le projet d'un marché. La fonderie et les aciéries de Monterey se charge de la structure ou de l'armature métallique de l'édifice. Le marché ferme en 1975 et après cinq ans de réaménagement, l'édifice est rouvert au public en tant que Cosmovitral-Jardin Botanique le 5 juillet 1980.

## Collections
La ville de Toluca est située à 2 430 m d'altitude, ce qui implique un climat tempéré avec des hivers relativement froids pour la région. Ainsi de nombreuses plantes n'y résistent pas. Les conditions semblables à une serre qui se retrouvent à l'intérieur du Cosmovitral permettent la survie de plantes tropicales.
Cette serre particulière abrite plus de 400 espèces de plantes provenant d'Amérique Centrale et d'Amérique du Sud, mais aussi d'Afrique et d'Asie, comprenant des lys, des roses, des orchidées mexicaines, oiseau de paradis, des cyprès et des fougères.
Il y a aussi des arbres et des arbustes tels que l'Araucaria du Chili ou des amarantes du Brésil, et des tulipiers chinois.
Un buste et une plaque, situés au milieu du jardin, commémorent l'explorateur et botaniste japonais Eizi Matuda qui est arrivé au Mexique en 1922 et a travaillé pour l'État de Mexico pendant 28 ans. Il établit la base de l'herbier de l'état, en réunissant plus de 6 000 espèces de plantes autochtones qu'il découvrit, identifia et classifia.